# Viza Незалежнай Рэспублікі Мроя
Víza Незале́жнай Рэспу́блікі Мро́я — збірка пісень білоруських виконавців, триб'ют гурту «N.R.M.», записаний 2003 року. Презентація альбому відбулася 12 листопада 2003 року в концертній залі «Мінськ».

## Композиції
1. Нестандартны варыянт & IQ48 & Лявон Вольскі — «Паветраны шар»
2. Sciana — «Я еду»
3. Палац & DJ Ray — «Тры чарапахі»
4. P.L.A.N. — «Маё пакаленьне»
5. Partyzone — «Партызанская»
6. DJ Freax & Цягні-Штурхай[ru] — «Песьні пра каханьне»
7. Лепрыконсы — «Катлет-матлет»
8. S.K.D. — «Бывай»
9. Angry Rose 2000 — «Мы жывем ня кепска»
10. BN — «Дзед Мароз»
11. Куклы — «На вуліцы маёй»
12. J:морс — «Катуй-ратуй»
13. IQ48 — «Кумба»
14. Ю.Вецер — «Фабрыка»
15. Краски — «Тры чарапахі»
16. Pete Paff — «Песьні пра каханьне»
17. Impatt — «Чыстая-сьветлая»
18. Аня Багданава — «Тры чарапахі — 2»
19. Цягні-Штурхай[ru] — «Лёгкія-лёгкія»
20. KRIWI WOMEN & Kalahari — «Одзірыдзідзіна»
21. Long Play — «Худсавет»

## Видавці
- Віталь Супрановіч: продюсер і менеджер
- Павал Апановіч: продюсер і менеджер
- Сяргєй Лабандзієвскі: майстеринг
- Ягор Шумскі: дизайн
- Олесь Таболич: артдизайн